# Parque Alvarado
Parque Alvarado es una subsección de Parque Regional Cañón Gato Montés en Richmond. Se encuentra en la entrada de Cañón Gato Montés.
En el año 1985, fue incorporado con Parque Regional Cañón Gato Montés. Juntos, forman un distrito histórico. También ha estado en el Registro Nacional de Lugares Históricos desde 1992.

## Historia
Entre el año 1909 y el año 1923, Parque Alvarado era un parque privado propiedad de residentes locales. En el año 1923, fue donado a la Ciudad de Richmond. Después, fue admitido en el Distrito de Parques Regionales del Este de la Bahía.
En sus primeros años, fue servido por una línea de tranvía del ES&SR, un ferrocarril. Este servicio fue interrumpido más tarde.
Tenía el parque un salón de baile, que fue convertido en una pista de patinaje. Por último, fue destruido por un fuego.